# Кундерза
Кундерза — река в России, протекает в Вологодской области, в Великоустюгском районе. Устье реки находится в 28 км по правому берегу реки Верхняя Ёрга. Длина реки составляет 16 км.
Исток реки расположен в болоте Озёрное в 8 км к северо-западу от посёлка Полдарса (центра Опокского сельского поселения). Кундерза течёт по ненаселённому лесу сначала на северо-восток, потом на восток. Русло извилистое. Крупнейший приток — Ольховка (левый).

## Данные водного реестра
По данным государственного водного реестра России относится к Двинско-Печорскому бассейновому округу, водохозяйственный участок реки — Северная Двина от начала реки до впадения реки Вычегда, без рек Юг и Сухона (от истока до Кубенского гидроузла), речной подбассейн реки — Сухона. Речной бассейн реки — Северная Двина.
По данным геоинформационной системы водохозяйственного районирования территории РФ, подготовленной Федеральным агентством водных ресурсов:
- Код водного объекта в государственном водном реестре — 03020100312103000009760
- Код по гидрологической изученности (ГИ) — 103000976
- Код бассейна — 03.02.01.003
- Номер тома по ГИ — 03
- Выпуск по ГИ — 0